# Cre-loxP部位特異的組換え
Cre-loxP部位特異的組換えは、1981年にバクテリオファージP1の研究で見出された部位特異的組換え反応である。loxPという特定のDNA配列を標的としており、DNA組換え酵素Creにより触媒される。1987年デュポン社（当時）のBrian Sauerが真核生物での応用法を開発したのを端緒に、現在では条件的遺伝子ノックアウトを実施する目的などで広く使われる技術となっている。

## 原理
バクテリオファージP1が大腸菌内で増殖する際には、ファージのゲノムを環状化し複製するためにこの組換えシステムを利用している。この反応に必要な構成要素は組換え酵素のCreと標的配列のloxPだけである。

### 組換え酵素Cre
Creタンパク質は部位特異的組換え酵素であり、DNA分子の特定の配列（loxP）同士の間で組換えを起こす。343残基からなり分子量はおよそ38 kDaである。

チロシンリコンビナーゼファミリーに属しており、アミノ末端側の一部分を除けばラムダファージのインテグラーゼと良く似た構造をしている。

creはcauses recombinationの意。なお、タンパク質名がCreであり、遺伝子名はcreである。
反応機構はおよそ次のとおりである。まずCreの単量体2つがloxP配列両端の13 bpの配列をそれぞれ認識し、それが2組集合することで反応の場が形成される。Creの324番目のチロシンがloxPの切断部位を攻撃して鎖交換を触媒し、ホリデイ・ジャンクションの異性化を経て、再び同様の鎖交換が行われる。

### 標的配列loxP
loxPは元来バクテリオファージP1のゲノム中にある34塩基からなる配列であり、
中央8 bpは非対称な配列でその両側13 bpが対称になっている。

loxはlocus of crossing overに、PはファージP1に由来している。
| Cre結合部位     | 組換え部位 | Cre結合部位    |
| ATAACTTCGTATA - | G^CATACAT  | -TATACGAAGTTAT |

## 応用技術
この技術によって、研究者は研究対象の生物の遺伝子発現を制御したり、特定のDNA配列を除去したり、染色体構造を改変したりすることが容易になった。

Creは一般には存在しない酵素であるため、遺伝子組換え技術により利用したい細胞でCreが生産されるようにする必要がある。言い換えれば、発現されるように細工した細胞以外では組換えが起こらない。またloxP配列も34 bpと長いため、通常は内在していないと考えられる。したがって、特定の場所にloxP配列を用意すれば、その場所以外で組換えが起きる可能性は極めて低い。
細胞がCreを生産すると、その細胞のゲノム中にあるloxP部位同士の間で組換えが起きる。
1つのDNA分子に2つのloxP配列がある場合、その向きによって結果が変わる。
loxP同士の向きが逆であれば挟まれた配列は反転するが、同じ向きだと挟まれた配列が切り出される。
これによって例えば染色体の一部を転置・欠失させたり、染色体同士を転位させたりすることができる。

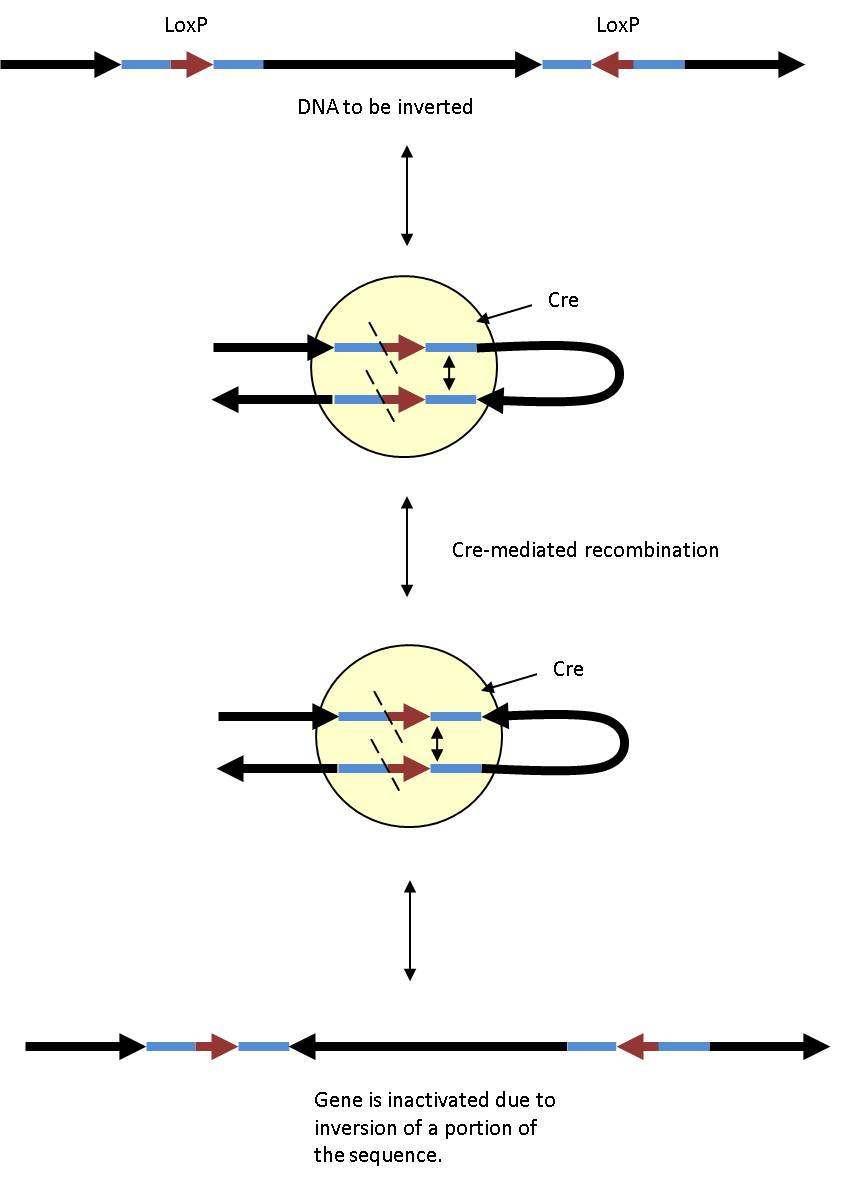
loxP配列が逆向きの場合

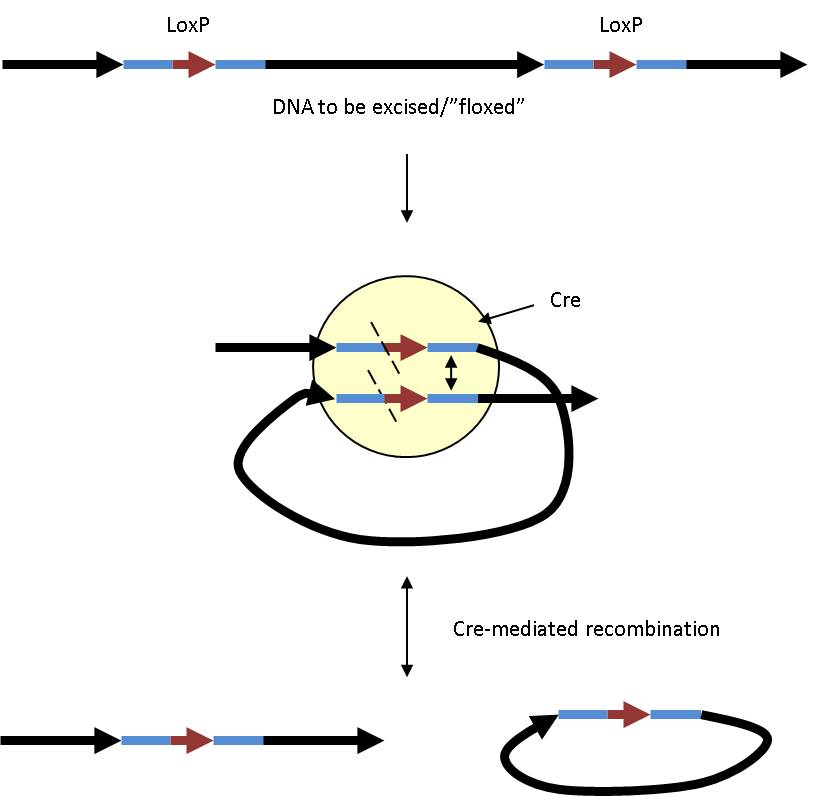
loxP配列が同じ向きの場合

### 条件的ノックアウト
個体の発生に必須な遺伝子は単純な方法ではノックアウト個体を得ることができないが、Cre-loxP系を用いることで特定の条件下でのみ遺伝子ノックアウトすることが可能になる。
発現特性が既知のプロモーターを利用して、Creを特定の組織あるいは特定の時期に生産するマウスを用意する。
例えばもし脳でだけOFFにしたいなら、そこでだけ機能するプロモーターをさがし、
その後ろにCreの遺伝子creを繋げて、脳でだけCreが生産されるようにする。
次に、目的遺伝子の前後にloxPを挿入したマウスを用意する。
この２つのマウスを交配させて得られた子孫のうち、双方の遺伝子を持つものを選択する。

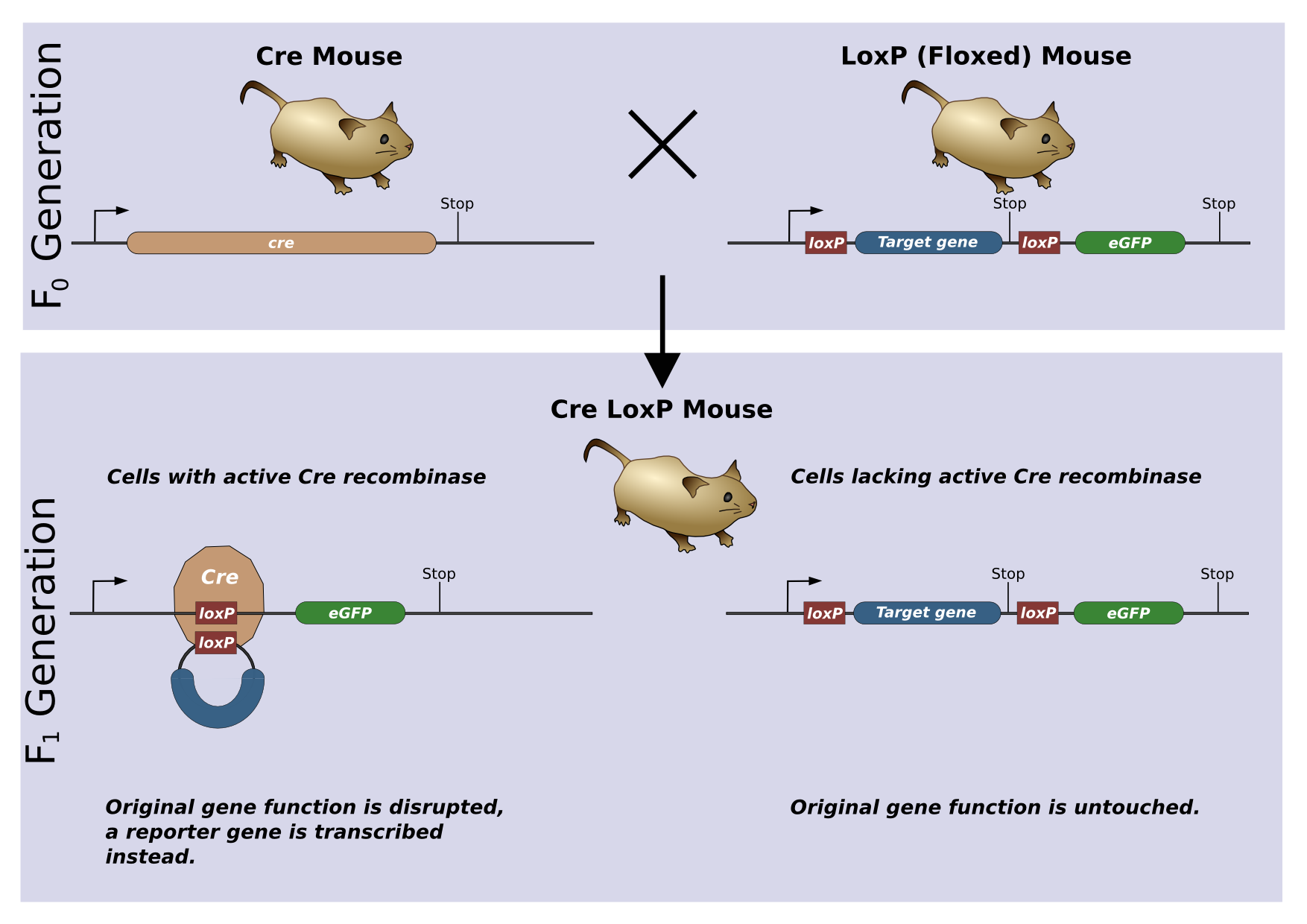
Cre-loxPシステムによるノックアウトマウス作成の概略。creを遺伝子導入したマウス（左上）と、解析対象の遺伝子をloxPで囲み下流にGFP遺伝子を配置したマウス（右上）とを掛け合わせる。creが発現した細胞（左下）では解析対象の遺伝子が排除されるため、仮にその遺伝子が発現すべき時には代わりにGFPが発現する。creが発現しない細胞（右下）では元々の遺伝子が発現する。どの細胞でいつcreが発現するかはcreのプロモーターが決定する。

使いたいプロモーターが胚発生の初期にも活性化してしまうことはよくある。
そんな場合のために、creのプロモーターを改変してドキシサイクリンやタモキシフェンなどの薬剤を使って活性化を誘導出来るようにすることで、確実にノックアウトを制御できる系がある。

### 条件的遺伝子修復
loxPの向きを調整することで、遺伝子を排除してしまうのではなく、
逆位させて機能を止めておき、必要に応じて再び逆位させて機能を回復させることもできる。

### 選択マーカーの除去
遺伝子改変をする際に、薬剤耐性などの選択マーカーを利用することがよくある。
しかしこうした選択マーカーの存在が実験結果をゆがめる可能性が存在する。
そこで、マーカー遺伝子の前後にloxPを配置して遺伝子改変を行い、
目的の改変個体を得た後でcreの発現を誘導すれば、選択マーカーを除去することができる。